# Боково (Новгородская область)
Боково — деревня в Марёвском муниципальном районе Новгородской области, входит в состав Молвотицкого сельского поселения.
Деревня расположена восточнее административного центра сельского поселения — села Молвотицы, на правом берегу Щеберехи.

## История
О древнем заселении здешних мест свидетельствуют памятники археологии: курганная группа (30 насыпей) VI—IX вв., группа сопок (5 насыпей) VIII—X вв. и жальник, расположенные в 400 м южнее Бокова, на правом берегу Щеберихи, в урочище «Сучки».
В Демянском уезде Новгородской губернии в 1909 году усадьба Боково А. Бродникова, находилась на территории Польской волости; число жителей там было — 2, дворов — 1. 
С 1942 года на территории деревни есть братская могила советских воинов и кладбище советских воинов.
К 1990-м Боково в составе Горного сельсовета. После прекращения деятельности Горного сельского Совета в начале 1990-х стала действовать Администрация Горного сельсовета, которая была упразднена в начале 2006 года и деревня Боково, по результатам муниципальной реформы входила в состав муниципального образования — Горное сельское поселение Марёвского муниципального района (местное самоуправление), по административно-территориальному устройству была подчинена администрации Горного сельского поселения Марёвского района. С 12 апреля 2010 года после упразднения Горного сельского поселения Боково в составе Молвотицкого сельского поселения.

## Население
| 2010 | 2012 | 2013 | 2014 | 2015 | 2016 |
| ---- | ---- | ---- | ---- | ---- | ---- |
| 1    | →1   | →1   | →1   | →1   | →1   |

### Национальный состав
По переписи населения 2002 года, в деревне Боково проживали 2 человека (русские)

## Инфраструктура
В деревне одна улица — Медовая.